# Pasagaun
Pasagaun – gaun wikas samiti w zachodniej części Nepalu w strefie Gandaki w dystrykcie Lamjung. Według nepalskiego spisu powszechnego z 2001 roku liczył on 380 gospodarstw domowych i 1856 mieszkańców (987 kobiet i 869 mężczyzn).